# 罗马人
罗马人（拉丁語：Rōmānī，羅馬化：Rhōmaîoi）是一个文化认同群体，亦被描述为一个族群或一种国籍身份。在古典时代，从公元前二世纪至公元五世纪，罗马人通过罗马共和国及之后罗马帝国时期的征服，统治了近东、北非以及欧洲的大部地区。
罗马人最初仅指罗马城的意大利族群拉丁人公民，在罗马文明的漫长历史中，随着罗马人的国家边界扩张和收缩，“罗马人”的含义也发生了很大的变化。有时，罗马社会中的不同群体对罗马人的含义也有不同看法，一部分人认为诸如地理环境、语言文字和族群渊源方面很重要，而另一部分人则认为罗马公民身份和文化或行为举止因素更重要。在罗马帝国鼎盛时期，罗马人的身份是一种集体地缘政治身份，几乎延申到罗马皇帝的所有臣民，涵盖了广大区域和各个族群。

从公元前四世纪开始，随着罗马统治的土地不断增加，罗马公民身份逐渐扩展到罗马统治下的各个民族。授予公民身份、人口增加、移民者和军队殖民地迅速增加了罗马公民的数量。这一增长在公元212年皇帝卡拉卡拉颁布《安东尼努斯敕令》中达到最高峰，该敕令还将公民身份的权利被扩展至帝国所有的自由民。现在多数情况下并不清楚古代大多数罗马公民认同自己是罗马人的程度有多大，最有可能的是，由于罗马帝国幅员辽阔，帝国各地的本土身份认同更明显，但罗马人的身份提供了更大的身份认同感，这在区分非罗马人：诸如蛮族移民者和入侵者时变得尤为重要。罗马文化远非同质文化，虽然有一个主导的希腊化影响产生的文化风格，但罗马帝国的优势之一是它能够吸收其他文化的传统。罗马文化的灵活性阻碍了意大利地区发展出强大的罗马人“核心身份”认同，但也促成帝国长盛不衰。

公元前六世纪至公元十五世纪罗马人的国家疆域变化

罗马帝国在相当大的程度上影响了其臣民的个人身份认同，罗马人身份认同在整个帝国土地上持续存在，直至罗马帝国自身消失很久之后。五世纪西部罗马帝国崩溃结束了罗马帝国在西欧地区的政治统治，但罗马人身份认同作为重要的政治财富得以留存。由于幸存的东部罗马帝国（也称拜占庭帝国）重新征服并掌控西方和压制新建立的日耳曼诸王国的失败，西方罗马人的身份认同逐渐减弱，直到八世纪和九世纪几乎消失。越来越多的西欧人开始仅对罗马城的市民使用“罗马人”的称谓。在仍受帝国掌控的东方希腊语地区，罗马人的身份认同一直延续到1453年拜占庭帝国灭亡及之后，尽管此后“罗马人”以希腊语言和东正教信仰为标志，逐步转变为民族身份认同，成为现代希腊民族身份认同的前身。整个中世纪里，东部罗马帝国的拜占庭希腊人和罗马城市民这两个主要群体仍坚持罗马人身份认同，但语言和宗教上逐渐分离最终导致双方不再承认对方为罗马人。
尽管罗马人的身份认同在大部分曾经显赫的土地上逐渐消失，但是对于某些地区和族群而言，罗马人的身份认同展现出相当顽强的一面。自古以来，“罗马人”一直被用来称呼罗马公民并延续至今；东部罗马帝国灭亡后，希腊人继续维持“罗马人（Ρωμιοί，Romioi或其他罗马相关名称）”的身份认同，尽管今天多数人认同“希腊人（Έλληνες，Éllines）”的身份。在阿尔卑斯山，尽管法兰克努力压制，但罗马人的身份认同仍然幸存下来未曾中断，今天瑞士两大族群罗曼德人（法语：Romands，瑞士法语区居民自称）和罗曼什人（罗曼什语：Rumantschia）其名称仍然让人想起其先祖。尽管多数情况下其血统并不明确，但巴尔干罗曼语族群的数个民族仍然唤起了罗马人的身份认同：其中三个的民族其族名来源于拉丁语的罗马（rōmānī），例如：罗马尼亚人（罗马尼亚语/达契亚-罗马尼亚语：români）、阿罗马尼亚人（阿罗马尼亚语：armâńi）、鲁马里/伊斯特拉罗马尼亚人（鲁马里语/伊斯特拉-罗马尼亚语：rumâri）；一个民族弗拉赫人（弗拉赫/莫格莱诺-罗马尼亚语：Vlaș），亦称莫格莱诺-罗马尼亚人）其自我称呼来源于原始日耳曼语：瓦拉哈兹（Walhaz，意为“罗马人”，古代日耳曼人对罗马帝国居民的称呼）。

## 引用
1. ↑  Rochette 2012，第553頁.
2. ↑  Gruen 2014，第426頁.
3. ↑  Diemen 2021，第47頁.
4. ↑  Darling Buck 1916，第51頁.
5. ↑  Faniko & Karamuço 2015，第3頁.
6. ↑  Arno 2012，第12頁.
7. ↑  Dench 2010，第7頁.
8. ↑  Gruen 2013，第4頁.
9. ↑  Stouraitis 2018，第137頁.
10. ↑  Stouraitis 2018，第127頁.
11. ↑  Hope 1997，第118頁.
12. ↑  Milavec 2020，第91–92頁.
13. ↑  Pohl 2014，第417頁.